# 陵头镇
陵头镇，是中华人民共和国河南省平顶山市汝州市下辖的一个乡镇级行政单位。

## 行政区划
陵头镇下辖以下地区：
陵头村、后户村、宁庄村、梅庄村、西街村、段子铺村、朱沟村、黄岭村、养田村、申坡村、樊窑村、杨楼沟村、东杨寨村、桥沟村、孟庄村、寇寨村、李窑村、陈窑村、庙湾村、大庙村、沙古堆村、叶寨村、和尚庙村、饮虎沟村、东山村、余窑村和前户村。